# Јоланда Варгас Дулче
Јоланда Варгас Дулче де ла Пара (18. јул 1926 – 8. август 1999) била је мексичка списатељица и карикатуристкиња, једна од најпознатијих у шпанском говорном подручју. Захваљујући успесима, добила је надимак „краљица стрипа“ по којем је и данас позната. У својој каријери објавила је више од 60 прича и новела од којих је већина објављена у часописима Лагримас, Рисес и Амор од којих је касније много њих добило екранизацију на филму и телевизији.

## Биографија
Јоланда Варгас Дулче је рођена у сиромашној породици Арманда Варгас де ла Маза и Џозефине Дулче у Мексико Сити. Неповољна и неизвесна економска ситуација приморавала је Јоланду и њену сестру Елбу на честе селидбе и промене животне средине. Међутим, ове честе миграције, довело је Јоланду у контакт са различитим елементима мексичког друштва, што ће касније утицати на креирање њених књижевних ликова. Једно време сестре су живеле и у САД, пре него што су се населиле за стално у Мексику Ситију.
Како би покриле своје трошкове сестре Варгас Дулче су радиле више послова истовремено. Јоланда је започела сарадњу са Емилијом на радио станици XEW-AM где је певала песме мексичких певача. Убрзо је снимила и дует са својом сестром што јој је донело додатне приходе.
Док је радила као писац, Јоланда је упознала свог будућег супруга Гиљерма де ла Пара са којим је имала петоро деце и једанаест унучади. Заједно са својим супругом градила је каријеру успешне списатељице, илустраторке и продуцента теленовела и филмова. Са својим новцем изградили су читаво насеље у мексичкој држави Дуранго, које и даље постоји. Супружници су покренули и ланац хотела у Мексику.
Јоланда Варгас Дулче преминула је 8. августа 1999. године, након завршетка кратке аутобиографије Амор дел тиемпо.

## Рад
Током своје каријере Јоланда је била певачица, новинарка, списатељица, мајка и бизнисменка али је најпознатији њен рад на стриповима и сценаријима за мексичке теленовеле од којих су неки преточени у филм и телевизију. Њен најважнији рад на стрипу је креирање лика пингвина Мемин, који је постао икона мексичке комедије. Створен за време Другог светског рата 1943. године, стрип прати догодовштине обојеног дечака, сањара и мајстора трика који увек промовише добре вредности. Инспирацију за име Јоланда је пронашла у свом супругу Гиљерму којег су колеге на послу прозвале „пинго“ због својих шала. Карактер који се касније појављује и на радију и филму постао је важан део модерне мексичке популарне културе. Министарство образовања Мексика је 1985. године обавезало је ученике да читају Memín Pinguín јер промовише поштовање породице и институција. Током 1950-их почео је рад на новим стриповима од којих су значајну пажњу привукли El Pecado de Oyuki, засниван на лику жене Јапана и Маирја Исабел који прати причу сиромашне провинцијалке која долази у град са малом девојчицом која није њена кћерка. У филмској адаптацији, лик Марије играла је Силвија Пинал. Након ангажмана у Мексичким новостима, Јоланда је ангажман наставила ту Chamaco publication, коју је напустила због личног неслагања са шефом. Од уштеђевине основала је сопствену издавачку компанију која није забележила пословне успехе. Упркос том неуспеху, Јоланда је објавила на десетине профитабилних стрипова до 1960. године. Њен рад на стрипу подстакао је Гиљерма да се опроба у писању. Захваљујући заједничким успесима, супружници добијају ангажман на Grupo Editorial Vid и почињу рад на теленовелама и филмовима. Једна од најуспешнијих новела и њихове телевизијске адаптације су теленовела Руби (1969) о лепој и младој жени чији су главни интереси новац и моћ. Ова теленовела је имала два римејка 2003. и 2010. године. Остала успешна дела су Zorina (1949) , Ladronzuela (1949), Yesenia (1970), Encrucijada (1970), El amor de María Isabel (1971), Gabriel y Gabriela (1982) и Alondra (1995).
Јоландин стил писања сматра се јединственим и био је популаран преко 40 година, нарочито код обичног народа. На врхунцу каријере била је најчитаније списатељица у Мексику, и друга у целом шпанском говорном подручју након Колин Тељадо. У просеку преко 25 милиона примера Јоландиних стрипова продавано је сваког месеца а њене новеле стекле су велику популарност у Мексику, Индонезији, Кини, Јапану, Италији, Колумбији, САД, Филипинима. Њене теленовеле приказиване су у преко 120 земаља света.
Јоланда се сматра пиониром популарне Мексичке књижевности и „краљицом стрипова“. За свој рад добила је многобројне значајне награде. Постхумно Музеј Поп арта направио је поставку посвећену њеном раду на филму и телевизији а њен животни рад био је и тема мексичком сниматеља Давида Рамона за његову књигу La reina de la historietas de México објављену 2006. године.